# 三监之乱
三監之亂，又稱管蔡之亂或武庚之亂，為西周初期（西元前1042年－1039年）商畿地區（今河南省安陽市附近）的三位貴族（稱三監）帶頭叛亂的事件，為中國第一個有記載的宗室叛亂。
周武王逝后，周成王年少登基，周公旦摄政，管叔鮮和蔡叔度不服，於是散播周公有意奪位自立的謠言，並聯同武庚、霍叔處和一些小諸侯起兵叛變。周公於是东征，斬殺武庚、管叔，流放蔡叔，廢霍叔為庶人，平定了三监之乱。

## 背景
周朝武王克殷后並未消滅殷商勢力，為了鞏固政權分商朝京畿为三部分，设三监監督商朝遺民，實行統治。三监的具体君主及領土，说法不一。
一说为纣王子武庚和武王弟管叔、蔡叔；另一说为武王之弟管叔、蔡叔、霍叔，在商都朝歌附近武裝，共同監護武庚的領土。前说出现较早，後說較為通行。
一般认为三监之地域：朝歌以东地区为衛，由管叔监管；朝歌以南地区为鄘，由蔡叔监管；朝歌以北地区为邶，由霍叔监管。